# Zgrada Kamenog suda u Tuzli
Zgrada Kamenog suda je bila povijesna građevina u Tuzli. Bila je u produžetku Pašinog konaka, prebivalištu posljednjeg tuzlanskog paše iz 19. stoljeća, gdje je poslije sjedište imao veliki župan. Na mjestu tog konaka poslije je bila Okružna pošta. Kameni sud sagrađen je od ostatka tuzlanske tvrđave 1868. ili 1871. godine. Zbog tonjenja tla danas nema ni jedne ni druge zgrade.
Bila je dijelom spomeničke cjeline koja je sa sličnim građevinama tvorila pravu prostornu galeriju graditeljskih vrijednosti različitih stilova pozicioniranih na austro-ugarskoj urbanističkoj matrici. Zgrada je pogođena slijeganjem tla zbog koje je oštećen niz značajnih građevina. To je bila izlika gradskim vlastima da ju se ruši i ne zna se šta će se na tom prostoru graditi. Sumnja se u opravdanost rušenja i nemogućnost renoviranja. Upitnim se smatra tvrdnja da je rušenje plod stručne analize i glasni su komentari da je to odluka pojedinaca iz vlasti koji po Tuzli godinama čine čistku objekata koji su vrijedna spomenička i kulturna baština. Stihijske radnje opustošile su kulturni fundus poput nekadašnje Gimnazije, Okružne pošte, Općine i drugih u središtu grada, zbog čega gubi staru fizionomiju i postaje primjerom svojevrsna urbicida, prekidanje s tradicijom, kao da je cilj da se sruši sve što je starina i sagradi novo kao da povijest Tuzle mora početi s dolaskom recentnih garnitura na vlasti.